# Господа Глембајеви
Господа Глембајеви је драма Мирослава Крлеже из 1929. године. Драма је подељена у три чина и бави се догађајима и расколом унутар породице Глембај. Ово је прва драма, од три драме из глембајевског циклуса, у који спадају и драме У агонији и Леда.
По драми је 1988. године снимљен филм Глембајеви, режисера Антуна Врдољака, док су у главним улогама Мустафа Надаревић као Леоне Глембај и Ена Беговић као бароница Кастели-Глембај.

## Радња

### Први чин
Црвени салон. На зидовима се налази петнаестак портрета породице Глембај. Све је пуно гостију. На сцени стоји Ангелика, удовица Ивана Глембаја, (најстаријег сина Игњата Глембаја) и проматра портрете. Витка је и отмена, руке скрива у наборима рукава. Уз њу стоји Леоне Глембај. Има проседу косу, ретку браду, без бркова. У устима има лулу. Леоне почиње разговарати о Kанту и Еулеру, па о логици и математици. Први пут излази на видело да је Леоне заљубљен у Ангелику када јој говори да је она једино у што верује у глембајевској кући. Говори јој да ју је гледао цело вече. Ангелики постаје неугодно. Долазе до портрета Ангелике и почињу да разговарају о њему. Долазе Фабрици и Силбербрант. Сви разговарају о портрету. Док га Фабрици и Силбербрант хвале, Леоне у њему стално налази грешке. Ангелики постаје неугодно па одлази до других портрета. Сви долазе за њом. Она почиње испитивати Фабриција о људима на портрету. Док Фабрици говори о њиховим доброчинствима, Леоне прича да је истина да су сви Глембајеви варалице и убице. Фабрици је био зачуђен тим његовим ставом. Долази Пуба тражећи бароницу. Сав је раздражљив, јер се нико осим њега не брине за недавни догађај. Говори о чланцима у новинама, који неповољно говоре о породици Глембај и посебно бароници. Сматра да то треба демантовати у новинама. Тада долази Глембај и говори да то није потребно. После свирке на клавиру у просторију долази бароница. Говори да су је ослободили и да о томе више не говоре јер је узрујавају. Пуба пита Глембаја шта да ради. Овај одговара да се томе противи, а бароница говори да је боли глава. Пуба почиње да чита чланак у којем се све објашњава: Синоћ се око девет сати са трећег спрата банкарове куће, бацила кројачка радница Фаника Цањегова заједно са седмомесечним дететом, након што је била избачена из Глембајеве куће. Пре тога, њену свекрву је прегазила бароница са својом кочијом, али била је ослобођена оптужбе. Чланак оптужује бароницу за убиство свекрве и кројачице. Глембај више не може да слуша и тражи Пуби да прекине са читањем. Пуба почиње да говори како би требало да демантују такве чланке у новинама. Глембај опет устаје против тога. Леоне цело време слушајући, говори им да никаквим речима не могу оживети мртву жену. Бароница се буни, не мисли да је она за то крива. Он прелази преко тог питања. Говори да је разговарао са том женом и да је она тражила само једну шиваћу машину. Он јој је рекао да се не понижава и да оде. Када је отишла, отишао је и купио шиваћу машину и послао јој је на њену адресу. Пуба у томе види прилику да се демантују новине, а Леоне томе не може веровати. Бароници је свега доста и са пратњом излази из собе на терасу, а затим и у врт. У даљини се чује грмљавина. Долази до свађе Леонеа и Силбербранта. Силбербрант говори да је чуо разговор између Леонеа и кројачице и да је чуо да је Леоне рекао да би најбоље било да се баци кроз прозор. Леоне на то одговара, оптужујући бароницу и њено лажно доброчинство. Силбербрант почиње да је брани, а Леоне га оптужује да је бароничин љубавник. Ово све слуша Глембај на тераси. Гости одлазе. Неки причају о вези Леонеа и Ангелике.

### Други чин
Дешава се тридесет минута касније. Све се збива у соби Леонеа Глембаја. Он пакује своје ковчеге. Ту се налази и Силбербрант. Оптужује Леонеа да није требало да га оптужи пред свима. Да му је то рекао у четири ока још би му и могао опростити, али овако не зна. Леоне се готово и не обазире на Силбербранта. Неко покуца. Улази Глембај. Леоне му говори да седне. Глембај остаје да стоји. Силбербрант се извињава и излази из собе. Наставља се дијалог између оца и сина. Почињу да говоре о Леоновом сликању, грмљавини, неком несесеру, стално избегавајући тему. Kоначно Леоне га пита зашто је дошао. Глембај му говори да је чуо сваку његову реч и пита га да ли је то истина. Леоне говори да је сувишно да разговарају. Глембај жели да пријатељски разговарају, али Леоне то одбија. Глембај тражи доказе, а Леоне каже да их нема. Леоне почиње да разговара о породици. Говори да је бароница за све крива. Његова сестра Алис се утопила, јер је сазнала да је младић у којег се заљубила љубавник баронице. Такође оптужује бароницу за смрт мајке која се отровала. Говори како се сећа да је одмах следећег дана бароница дошла код њих, са букетом љубичица и псом и да није ни измолила „Оче наш”, а већ се прекрстила и отишла у салон. Глембај му говори да му је место у лудници и да је то данијелијевска крв, а не Глембајева. Леоне оптужује оца да је бароници куповао дарове и виле док је још мајка била жива и да још увек од њега узима новац, којим би се могла нахранити цела земља. Глембај му одговара да га је бароница научила да живи и да нема никакво права да је оптужује. Тада почињу да се свађају о новцу и имовини, коју је у породицу донела Леонеова мајка. Поново се враћају на то како је Леоне оптужио бароницу да има љубавника. Леоне оцу даје писма, нађена код неког Скомрака који се убио због баронице, писана бароничиним рукописом и потписом Мигнон. Глембај писма не признаје. Тада Леоне почиње да вређа бароницу, што резултује нападом беса код Глембаја, који коначно два пута удари Леонеа раскрвавивши му лице. Након тога, Леоне признаје да је бароница и њега завела и да због тога једанаест година није долазио. Глембаја почиње да пробада срце. Зове слугу да оде по бароницу. Не могу је наћи у соби. Глембај постаје сумњичав. Бароница долази, а Глембај је пита где је била. Она слаже да је била у врту, јер има мигрену. Глембај понавља: „М-м-м-и-гре-на?” У том мумљању падне. Бароница изван себе тражи да неко донесе леда.

### Трећи чин
Глембајева спаваћа соба. На постељи лежи Глембај. До његових ногу, клечи Ангелика. Леоне слика оца. У соби још седе Фабрици, Силбербрант и доктор Алтман. Свитање. На телефону разговара Пуба Фабрици, договарајући састанке одбора. Фабрици, Алтман и Силбербрант разговарају о смрти. Доктор Алтман о смрти разговара са медицинског, а Силбербрант са верског аспекта. Леоне није задовољан скицом и ломи је, а Пуба узима комадиће и на столу их слаже у целину. Леоне говори о свом сну о мртвим рибама, говорећи да то није добро. Пуба говори преко телефона и сазнаје да је у банци пасива више од пет милиона. Долази бароница и моли Ангелику да оде по кравату за Глембаја. Остаје сама са Леонеом. Пита га зашто је мрзи, шта му је скривила. Он ћути. Говори Леонеу да је он био једини трачак светлости у глембајевској кући. Говори како је њен син већ попримио глембајевске црте, како се у њему већ развија злочин. Враћа се Ангелика. Доноси кравату. Леоне одлази на телефон. Враћа се и говори бароници да је тражи директор Трговачке банке. Ангелика и Леоне остају сами. Леонеу постаје лоше. Ангелика га доводи до кауча. Он легне. Говори јој како је дотукао Глембаја. Говори да постоји само једно решење, а то је убити се. Долази бароница, потпуно полудела. Говори да је Глембај нитков, хуља, да ју је покрао. Ангелики говори да глуми, да је дроља, да је љубавница кардинала. Леоне јој говори: „Марш напоље.” Она му говори да је та кућа њено власништво, да је нико не може отерати. Опет оптужује Глембаја. Леоне јој говори да је узео само оно што је она од њега крала све те године. Говори јој да ћути. Бароница оптужује да су сви Глембајеви убице и варалице. Леоне узима маказе и говори јој: „Ни речи више!” Бароница почиње да виче, шта хоће од ње. Леоне жели да је убије, али она побегне. Он потрчи за њом. Чује се лупање вратима, разбијање стакла. Бароница виче: „Упомоћ!” Улази слуга и узима инструменте др Алтмана. Говори да је бароница заклана. Ангелика стоји попут кипа. Цвркут птица у врту.

## Ликови
- Наци (Игњат Жак) Глембај — банкар, шеф фирме „Глембај” (69 година).
- Леоне Глембај — син Игњата и његове прве супруге Басилде Данијели (38 година).
- Бароница Кастели-Глембај — Глембајева друга супруга (45 година).
- Ангелика Глембај — удовица старијег Глембајевог сина Ивана (29 година).
- Титус Фабрици Глембај — Глембајев рођак (69 година).
- Пуба Фабрици Глембај — адвокат, правни саветник фирме „Глембај”, Титусов син (28 година).
- Доктор Алтман — лекар (51 година).
- Алојзије Силбербрант — информатор бароничиног сина и њен исповедник (39 година).
- Оливер Глембај — син баронице Кастели и Глембаја (17 година).